# Gerbille de Libye
Gerbillus tarabuli
Espèce
Statut de conservation UICN

 LC  : Préoccupation mineure
La Gerbille de Libye (Gerbillus tarabuli),,,(en) NCBI : Gerbillus tarabuli (taxons inclus), est une espèce qui fait partie des rongeurs. C'est une gerbille de la famille des Muridés que l'on trouve dans presque tout le nord ouest de l'Afrique. La classification de ce petit mammifère est discutée et ce serait la même espèce que la Gerbille de Riggenbach,.
Synonymes :
- Gerbillus riggenbachi Thomas, 1903[8],[9]
- Gerbillus (Gerbillus) tarabuli Thomas, 1902[10]